# Missel gallican
Le Missel gallican (Missale gallicanum vetus) est un manuscrit enluminé contenant des textes liturgiques datés du VIIIe siècle. Il s'agit en réalité d'une compilation de textes composés de trois fragments : un premier daté de la première moitié du siècle, un second du milieu ou de la seconde moitié du même siècle, relevant tous deux du sacramentaire et un troisième qui contient des extraits du Décret de Gélase daté vers 800. L'origine de ces trois fragments reste incertaine. Il est actuellement conservé à la bibliothèque apostolique vaticane. 

## Historique
Le caractère fragmentaire du manuscrit fait que chacun des trois éléments dont il est composé provient d'une origine différente. Les historiens sont encore partagés sur chacune d'entre elles :
- le premier fragment (f.1-18v.), qui serait daté de la première moitié du VIIIe siècle, pourrait provenir, selon les hypothèses, de Bourgogne, et peut-être de l'abbaye de Luxeuil ou des environs, à moins qu'il ne provienne de l'est de Paris et plus précisément de l'abbaye de Chelles ;
- le second (f.19-99v), qui daterait du milieu ou de la seconde moitié du VIIIe siècle pourrait provenir du nord-est de la France, ou bien, là encore du scriptorium de Chelles ;
- le troisième (f.100-106), qui serait daté aux alentours de 800, proviendrait de la vallée du Rhin, et peut-être de l'abbaye de Murbach.

Le livre se trouve peut-être à l'abbaye de Fleury au moment de son pillage par les armées de Condé en 1562. Il aurait alors  été récupéré par le bibliophile Pierre Daniel avec une partie des livres de l'abbaye. Il est ensuite cédé avec une partie de sa bibliothèque à Jacques Bongars. Il est par la suite acquis par le poète et philologue flamand Jean Gruter à destination de la Bibliothèque palatine à Heidelberg dont il était le conservateur. Les fonds de cette bibliothèque intègrent la Bibliothèque apostolique vaticane en 1622-1623. Il a fait l'objet d'une étude par Jean Mabillon publiée en 1685 et qui lui a donné le nom sous lequel il est encore désigné.

## Description

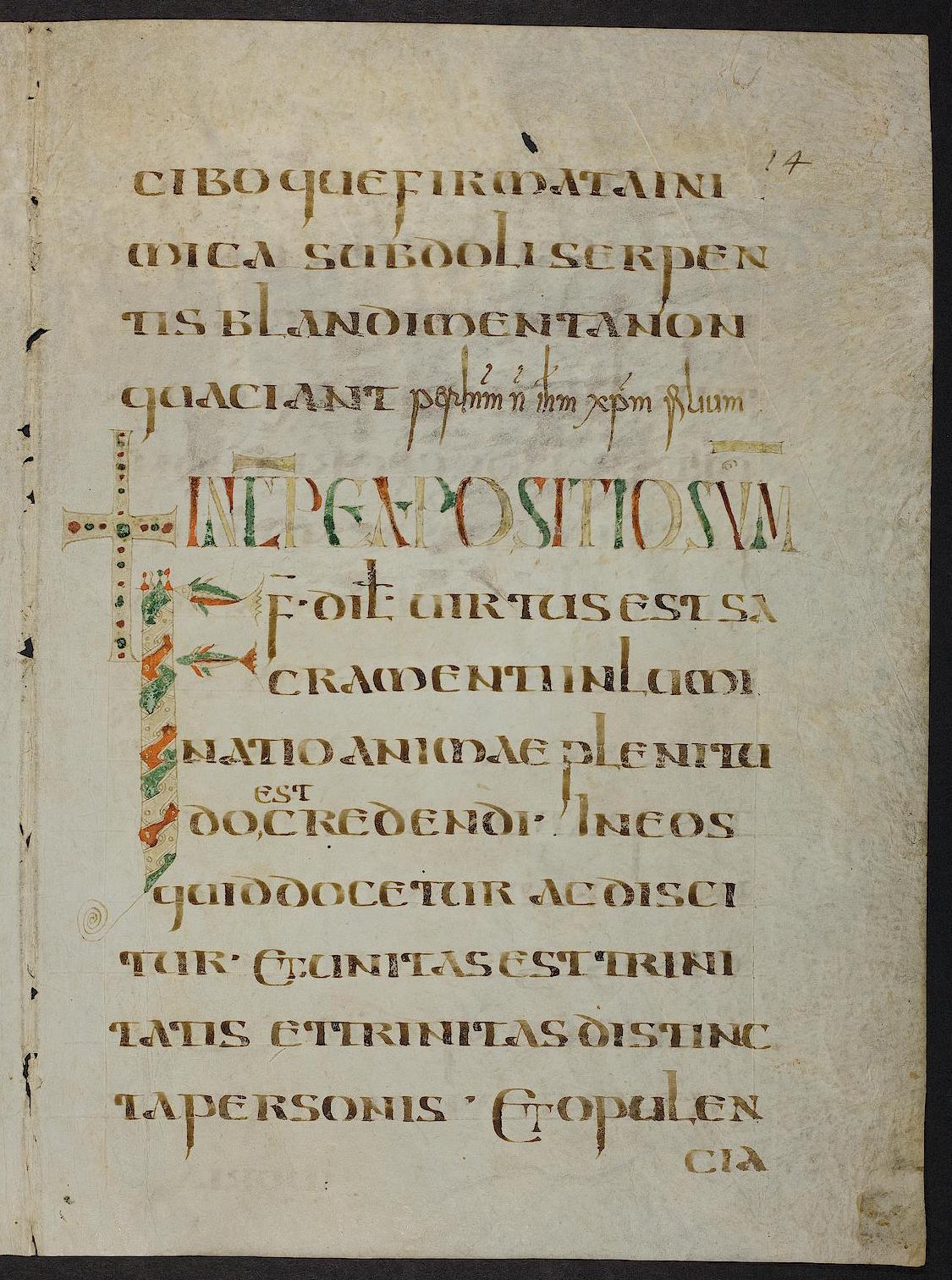
Folio 14 recto du manuscrit.

L'ouvrage est en réalité une compilation de trois manuscrits réunis :
- un premier fragment (f.1-18v.) contient un sacramentaire avec des liturgies du rite gallican sans trace d'influence romaine. Il s'agit notamment d'une messe en l'honneur de saint Germain suivie de bénédictions de vierges et de veuves (f.1-10v), puis une Missa in traditione symboli (f.11-18v) ;
- un second fragment (f.19-99v) : les restes d'un sacramentaire de rite gallican mais avec quelques formules d'influence gélasienne, d'après des modèles venus d'Italie du nord qui le rapproche du Missel de Bobbio ;
- un troisième (f.100-106) qui comporte des extraits du Décret de Gélase.

Les lettrines et certains titres du texte des deux premières parties sont faites de décors zoomorphes et végétaux qui rappellent l'homéliaire de Fleury ou certains détails du Pentateuque d'Ashburnham. La décoration reprend la tradition de l'enluminure mérovingienne typique des manuscrits (dits) de Luxeuil tout en y incorporant des éléments originaux tels que des arabesques, des palmettes et l'usage des couleurs vives jaunes, rouges voire rose.